# Nastus elatus
Nastus elatus är en gräsart som beskrevs av Richard Eric Holttum. Nastus elatus ingår i släktet Nastus och familjen gräs. Inga underarter finns listade i Catalogue of Life.

## Bildgalleri

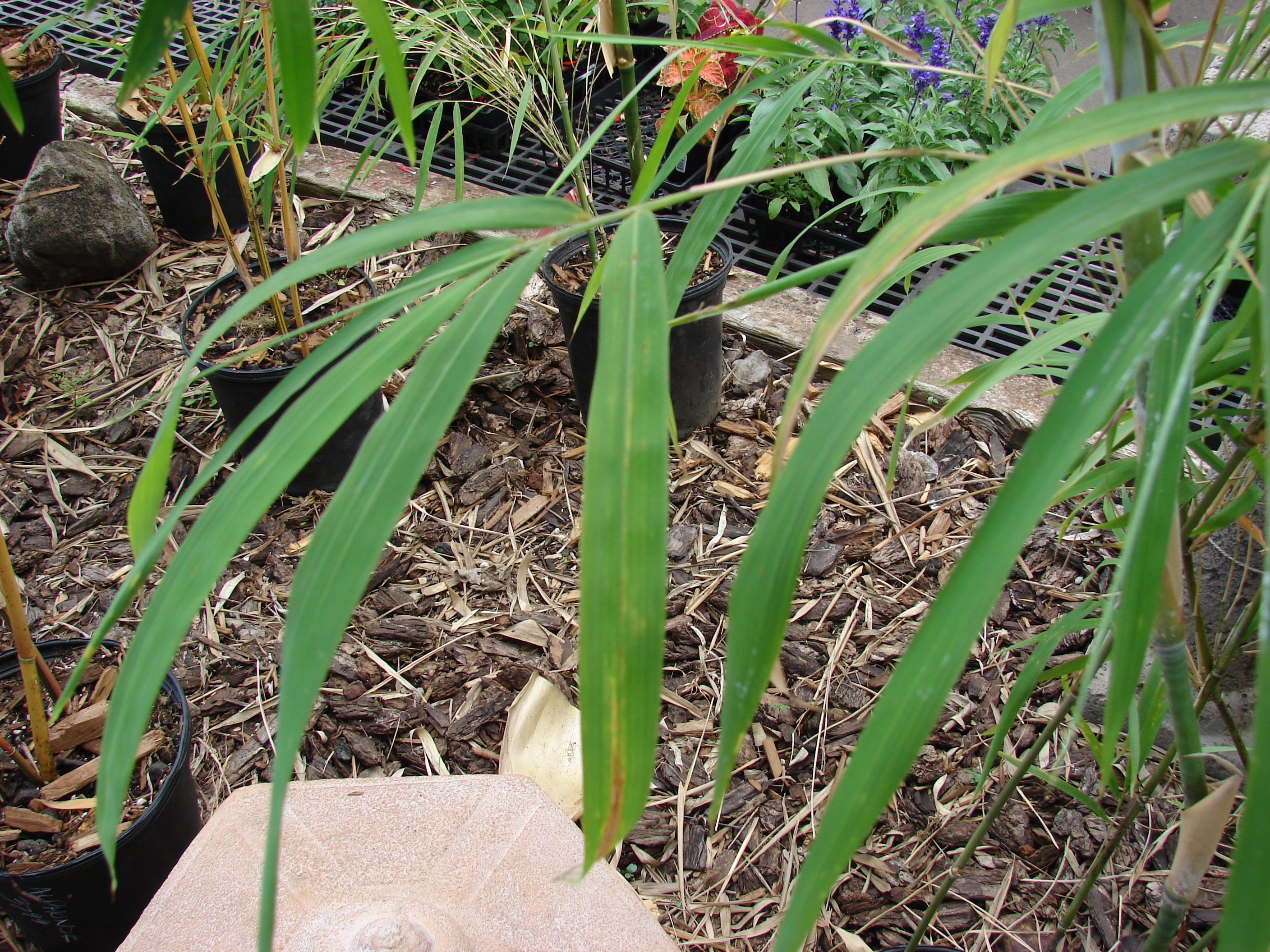